# Jaroslav Foltýn (skladatel)
Jaroslav Foltýn (9. dubna 1927 Ostrava – 16. března 2020 Opava) byl český dirigent, hudební skladatel a pedagog.

## Život
Po maturitě na reálném gymnáziu studoval na Ústavu hudby a zpěvu v Ostravě hru na varhany, klavír, skladbu a dirigování. V roce 1946 vykonal státní zkoušku ze hry na klavír v Brně a pokračoval soukromým studiem dirigování u Otakara Paříka a skladby u Viléma Petrželky. Od roku 1946 až do roku 1964 byl sbormistrem, korepetitorem a dirigentem Slezského divadla v Opavě. Vedle toho působil jako skladatel Armádního uměleckého souboru Víta Nejedlého v Praze.
V roce 1964 se stal ředitelem Lidové konzervatoře v Ostravě a od roku 1967 učitelem na Lidové škole umění v Opavě. Spolupráci se Slezským divadlem nepřerušil a často zde hostoval jako korepetitor a dirigent. Založil a řídil Orchestrální sdružení slezských učitelů.
Jeho život a dílo z velké části ovlivnila jeho manželka Drahomíra Foltýnová, roz. Horečková (1927–2013). Poznali se při studiu na reálném gymnáziu v 17 letech. Od té doby dělali vše spolu, také spolu učili na Lidové škole umění v Opavě. Měli spolu tři děti (Petr Foltýn, Jana Foltýnová, Dagmar Foltýnová).

## Dílo
Byl autorem několika set skladeb pro estrádní a taneční orchestry i pro dechovku. V oblasti vážné hudby jsou významné jeho skladby se slezskou tematikou a hudba k činoherním představením.

### Scénická hudba
- Jaroslav Dietl: Byli jednou dva, 1960.
- Vítězslav Nezval: Schovávaná na schodech, 1989
- Miloslav Švandrlík – Vlastimil Venclík: Černí baroni, 1990

### Vážná hudba
- Slavnostní polonéza pro orchestr, op. 40
- Slezské tance pro velký orchestr, č. 1–6, op. 56
- Fantasie pro klavír a orchestr, op. 59
- Kantor Halfar. Kantáta pro smíšený sbor a orchestr na slova Petra Bezruče, op. 60
- Písně našeho Slezska. Směs lidových písní pro soprán, alt, baryton a orchestr, op. 62
- Vesnická polka pro velký orchestr, op. 80
- Opava. Poéma pro recitátora, baryton a orchestr na slova Františka Lazeckého, op. 196
- Dialogy pro housle a violu, op. 242 (1985)
- Poéma pro violu a klavír, op. 244 (1985)